# Africa Unite
Gli Africa Unite sono un gruppo musicale rocksteady-dub-reggae nato a Pinerolo (TO) nel 1981. Il nome deriva dall'omonima canzone di Bob Marley, artista al quale si sono sempre direttamente ispirati. Sono considerati dalla critica la band più autorevole del panorama reggae italiano.

## Storia

### 1981-1990: Esordi e prime pubblicazioni

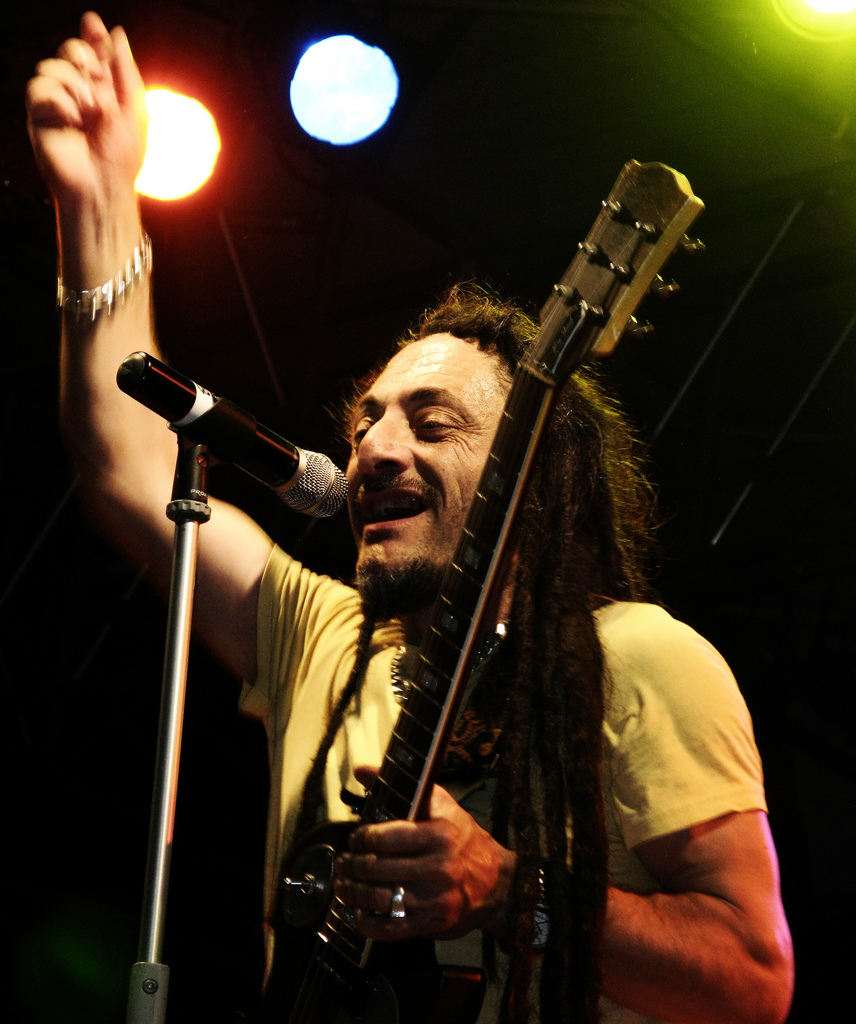
Bunna, membro fondatore del gruppo

Gli Africa Unite nascono nel 1981 come Africa United, da un'idea di Bunna e Madaski, entrambi di Pinerolo, per una serata-tributo a Bob Marley, con la formazione completata dal batterista Ras Cal (Marcello Tamietti). L'attività prosegue in modo frammentario, con il solo Bunna a gestire l'instabile organico e Madaski impegnato in band di area post-punk (Suicide Dada la principale), e nel 1984 viene documentata dal demo con quattro pezzi Peace, Love, Freedom. Nel 1986, con il ritorno di Madaski, il gruppo, completato da Ras Cal e dal bassista Mario "Doc"/"Mista Drake" Manduca, inizia a fare sul serio e nel 1987 autoproduce con il marchio Spliff A Dada il mini-LP Mjekrari; il titolo, che significa barbiere, prende spunto da un'insegna di un negozio di San Basile, piccolo paese d'origini arbëreshë del cosentino in cui gli Africa United si esibiscono spesso. L'album è ispirato al reggae di Bob Marley e contiene anche un brano in italiano (Nella mia città); i consensi affermano il gruppo nel circuito reggae italiano e lo portano ad aprire il concerto romano di U Roy.
Nel 1988 arriva il secondo mini-LP autoprodotto, Llaka, sulla scia del precedente, dedicato al poeta sudafricano Benjamin Moloise; nell'organico, accanto a Bunna, Madaski e Ras Cal, ci sono ora il bassista Ciro Cirri, il percussionista Papa Nico (Nicola Paparella), con trascorsi di batterista punk in alcune band torinesi quali Rough e Blue Vomit e la vocalist di origini olandesi Sharon May Linn (che rimarrà nella band fino a "People Pie" del 2001). In questo periodo, la band apre alcune date italiane di King Sunny Adé e di Linton Kwesi Johnson e suona in un concerto a Padova per Amnesty International.

### 1991-1995: Il reggae in lingua italiana
Il lavoro successivo, People Pie, arriva nel 1991 e incrementa il successo del gruppo, proponendo un sound più raffinato e aperto ad altre influenze caraibiche; nel disco, il primo con l'ex Deafear e futuro leader dei Subsonica Max Casacci, già collaboratore esterno, nel ruolo di chitarrista, autore e coproduttore, e il sassofonista Paolo "The Angelo" Parpaglione, si alternano diversi batteristi tra i quali Sergio Pollone (in arte Drummy Sir Jo), poi componente stabile. Nello stesso anno, un fitto calendario di esibizioni, tra le quali il festival Arezzo Wave e una a Negril, in Giamaica, come apertura per Gregory Isaacs, porta all'accordo con l'etichetta milanese Vox Pop e alla pubblicazione, nel 1992, dell'EP Cantè, debutto della band con il nome cambiato in Africa Unite.
Nel 1993 è la volta di Babilonia e poesia, primo album cantato quasi interamente in italiano, al quale fanno seguito concerti in Francia, nei Paesi Bassi, in Regno Unito e al Festival di Babilonia in Iraq. Dopo il tour entra nella band il bassista Cato (Gianluca Senatore). Nel 1995 il brano Il partigiano John viene incluso nella compilation Materiale resistente e poi ripreso nell'album Un sole che brucia. Subentra alla batteria Davide Graziano, già in People Pie, e la band suona al festival Les Transmusicales di Rennes. Nel 1996, a seguire il tour poi documentato dall'album In diretta dal sole (edito dalla PolyGram), Casacci abbandona la formazione.

### 1996-2010: DaIl giocoaRoots
Nel 1997 esce Il gioco, con il nuovo chitarrista Ru Catania; al disco seguono numerosi concerti, tra i quali uno alla quarta edizione del festival Rototom Sunsplash. Nel gruppo entra un trombonista, Gigi De Gaspari aka Mr. T-bone, e nel 2000 esce Vibra. In quel periodo gli Africa Unite sono attivi contro la pena di morte, e inseriscono nell'album una canzone schierata, dal titolo Sotto pressione, il cui video viene girato in collaborazione con le associazioni umanitarie Amnesty International, Comunità di Sant'Egidio e Nessuno Tocchi Caino. Nel 2001 esce 20, album dedicato a Bob Marley in occasione del ventennale della morte. Successivamente si uniscono al gruppo Kikke alla Tastiera e Paolo Baldini dei B.R. Stylers  al basso a sostituire Cato. Con questi nuovi membri la band realizza due nuovi album, Mentre fuori piove nel 2003 e Controlli nel 2006.
Nel 2010 esce Rootz, definito dal gruppo stesso il disco "del ritorno alle origini", per le sonorità roots reggae nonché i testi di denuncia (Political reggae), realizzato con la collaborazione di diversi artisti, tra cui Alborosie, Franziska, Mama Marjas, Mellow Mood e Patrick Benifei dei Casino Royale. Sempre nello stesso anno conflusce nel gruppo Ale Soresini, ex batterista dei Reggae National Tickets, in sostituzione di Davide Graziano.

### 2011-in poi
Nel 2011 la band festeggia i trent'anni di carriera, celebrati con il libro autobiografico Trent'anni in levare. Storia della storia di Africa Unite (Chinaski Edizioni) a firma di Bunna e Madaski e con una tournée europea; si ricordano le date di Berlino, Bruxelles, Londra, L'Aia, Dublino, Parigi, Madrid, Barcellona, Valencia e la conclusiva di Lugano, nella quale viene annunciato l'uscita dalla band del chitarrista Ru Catania.
Il 2013 segna il ventennale di Babilonia e poesia e per questo importante anniversario gli Africa Unite, ad aprile, portano in tour quel disco con la stessa formazione dell'epoca. Il mese successivo partecipano al concerto del Primo Maggio di Roma.
Nel 2015 esce Il punto di partenza, album totalmente autoprodotto e distribuito in free download sul sito della band.
Nel 2019 esce In tempo reale, album in free download realizzato in collaborazione con l'ensemble di ispirazione classica Architorti. Si tratta di un lavoro sperimentale, che rinuncia quasi completamente alla sezione ritmica per lasciare emergere gli arrangiamenti d'archi di Marco Robino e Marco Gentile, che hanno eseguito ogni singola parte della tessitura musicale, a parte i contrabbassi suonati da Paolo Grappeggia e Matteo Giai.
Nel 2022 esce Non è fortuna, al quale segue sul finire della prima metà del 2023 un tour estivo di presentazione, prima del quale il chitarrista Marco "Benz" Gentile comunica tramite social l'abbandono del gruppo.

## Formazione

### Formazione attuale
- Bunna - voce, chitarra (1981-presente)
- Madaski - sintetizzatori, campionatore, voce (1981, 1986-presente)
- Gabriele Peradotto - sassofono (2009-presente)
- Stefano Colosimo (Piri) - tromba (2009-presente)
- Marco Catania (Pakko) - basso acustico (2015-presente)
- Nicola Paparella (Papa Nico) - percussioni (1988-2022)
- Matteo Mammoliti (Mammolo) - batteria (2017-presente)

### Ex componenti
- Mario Manduca - basso (1981-1987)
- Paolo Baldini - basso (2003-2014)
- Marcello Tamietti (Ras Cal) - batteria (1981-1990)
- Ciro Cirri - basso (1987[12]-1993)
- Sharon May Linn - cori (1988-1991)
- Max Casacci - chitarra (1991-1996)
- Sergio Pollone - batteria (1990-1995)
- Gianluca Senatore (Cato) - basso (1993-2003)
- Paolo Parpaglione (The Angelo) - sassofono (1991-2005)
- Davide Graziano - batteria (1991-2010)
- Ru Catania - chitarra (1996-2011)
- Mr. T-bone - trombone (1999-2011)
- Patrick Benifei (Kikke) - tastiere (2003-2007)
- Marco "Benz" Gentile - chitarra (2014-2023)
- Mauro Tavella - campionatore (1991-?)
- Ale Soresini - batteria (2010-2017; morto nel 2017)

## Discografia parziale

### Album in studio
- 1987 - Mjekrari (EP)
- 1988 - 'Llaka! (EP)
- 1991 - People Pie
- 1993 - Babilonia e poesia
- 1995 - Un sole che brucia
- 1997 - Il gioco
- 2000 - Vibra
- 2001 - 20
- 2003 - Mentre fuori piove
- 2006 - Controlli
- 2010 - Rootz
- 2015 - Il punto di partenza
- 2019 - In tempo reale (con Architorti)
- 2021 - People Pie (2021)
- 2022 - Non e' fortuna

### Album dal vivo
- 1996 - In diretta dal sole
- 2002 - Reggae Vibrations Live
- 2004 - Un'altra ora
- 2020 - In tempo reale live (con Achitorti)

### Raccolte
- 2005 - In dub
- 2007 - 4 Riddims 4 Unity
- 2008 - BiogrAfrica Unite

### EP
- 1992 - Cantè

- 1994 - Forza Italia (con Cristina Da Vena, Rocco Tanica, Radiogladio e Mau Mau)

### Singoli
- 2015 - L’esercito con gli occhiali a specchio
- 2015 - Pure Music Today (feat. Raphael)
- 2015 - La teoria
- 2021 - Forty-One Bullets
- 2022 - Non è fortuna (con David Hinds)
- 2023 - 7 secondi
- 2024 - Uomini

Compilation
2007 - Diritti N.O.N umani - brano: Muoio Goodbye